# リチャード・レイン
リチャード・ダグラス・レイン（Richard Douglas Lane、 1926年 - 2002年）は、アメリカ合衆国出身の浮世絵研究家。

## 来歴
フロリダ州キシミー生まれ、ニューヨーク育ち。高校・大学時代は作家を目指し、短編小説で二度賞をとる。第二次世界大戦に伴い、18歳でアメリカ海兵隊に出願し、情報部専門学校に入学する。卒業後、南九州上陸部隊の中にあったが終戦を迎える。その後、1945年から1946年にかけて、通訳として長崎、鹿児島、佐世保などで過ごす。帰国後、ハワイ大学で日本文学を学び、1948年ハワイ大学卒。コロンビア大学で西鶴研究を行い、文学修士号を取得する。1950年から1952年にかけて、奨学金を受けて日本に留学。東京大学、早稲田大学、京都大学の大学院で日本文学を学ぶ。この時期、江戸川乱歩や伊藤晴雨、浮世絵研究の師となる渋井清らと知り合う。師宣記念館の創立を援助した功績により、紺綬褒章を受章した。
1958年、コロンビア大学で日本古典の博士号取得。母校のコロンビア大学やメリーランド大学で日本語、日本文学、比較文学、日本美術史を教え、ホノルル美術館の学芸員を務めた。1960年代から再び日本に渡り、暉峻康隆とともに春画研究に携わる。1960年代の日本で、春画を研究することは容易ではなかった。そのため、国貞裁判をはじめ、レイン自身の刊行著作も発禁処分を3回受けた。しかし、1990年代前後には状況が改善し、1995年には、林美一との共同監修で未修正版の『定本・浮世絵春画名品集成』を刊行し、春画を文化史の中に位置づけた。
作家の真杉静枝と恋人関係にあったとする説もある（林真理子『女文士』）

## 受賞歴
- 文部省紺綬褒章[1]
- 日本浮世絵協会賞[1]
- 京都大学人文科学研究所奨励賞[1]

## 著書
- 『A study of Japanese novels and illustrated books of the 17th and 18th centuries in British collections Tokyo』、1953年
- 『Masters of the Japanese print．London』Thames and Hudson、1962年
- 『元禄のエロス』全5巻、画文堂、1973-79年
- 『北斎と広重』画文堂、1976年
- 『Images from the floating world : the Japanese print : including an illustrated dictionary of ukiyo-e．New York』Putnam、1978年
- 『Hokusai : life and work．London』Barrie & Jenkins、1989年
  - 『北斎 伝記画集』竹内泰之訳、河出書房新社、1995年
- 『枕絵 新篇初期版画』学習研究社、1995年
- 『縁結出雲杉』葛飾北斎、河出書房新社、1995年（定本・浮世絵春画名品集成）
- 『色道取組十二番』磯田湖竜斎、河出書房新社、1996年（定本・浮世絵春画名品集成）
- 『婦美の清書』鳥橋斎栄里、河出書房新社、1996年（定本・浮世絵春画名品集成）
- 『絵本小町引』喜多川歌麿、河出書房新社、1996年（定本・浮世絵春画名品集成）
- 『春の薄雪』渓斎英泉、河出書房新社、1996年（定本・浮世絵春画名品集成）
- 『東にしき』葛飾北斎、河出書房新社、1996年（定本・浮世絵春画名品集成）
- 『閨の雛形』奥村政信、河出書房新社、1996年（定本・浄世絵春画名品集成）
- 『つひの雛形』葛飾北斎、河出書房新社、1997年（定本・浮世絵春画名品集成）
- 『ねがひの糸ぐち』喜多川歌麿、河出書房新社、1997年（定本・浮世絵春画名品集成）
- 『小柴垣草子』河出書房新社、1997年（定本・浮世絵春画名品集成）
- 『江戸の春・異邦人満開 エトランジェ・エロティック』大家京子訳、河出書房新社、1998年（定本・浮世絵春画名品集成 別巻）
- 『好色花盛り』杉村次兵衛、河出書房新社、1998年（定本・浮世絵春画名品集成）
- 『風流江戸八景』鈴木春信、河出書房新社、1998年（定本・浮世絵春画名品集成）
- 『富久寿楚宇』葛飾北齊、河出書房新社、1998年（定本・浮世絵春画名品集成）
- 『恋の極み』菱川師宣、河出書房新社、1998年（定本・浮世絵春画名品集成）
- 『袖の巻』鳥居清長、河出書房新社、1999年（定本・浮世絵春画名品集成）
- 『初春色ごよみ』葛飾北齋、河出書房新社、2000年（定本・浮世絵春画名品集成 別巻 3）
- 『浮世絵 消された春画』新潮社「とんぼの本」、2002年
- 『歌麿の謎 美人画と春画』林美一共著、新潮社「とんぼの本」、2005年